# Testek (televíziós sorozat, 2023)
A Testek (eredeti cím: Bodies) 2023-as brit sci-fi sorozat, amelyet Paul Tomalin alkotott. A főbb szerepekben Jacob Fortune-Lloyd, Shira Haas, Amaka Okafor, Kyle Soller és Greta Scacchi látható.
Amerikában és Magyarországon 2023. október 19-én mutatta be a Netflix.

## Ismertető
A történet egy holttest megjelenésével kezdődik a londoni Longharvest Lane-en. Ez az esemény négy különböző évben – 1890, 1941, 2023 és 2053 – ugyanazon a helyszínen történik, és négy különböző nyomozáshoz vezet, amelyek végül messzemenő következményekkel összekapcsolódnak egymással.

## Szereplők

### Főszereplők
| Szereplők                                   | Színész             | Magyar hang     |
| ------------------------------------------- | ------------------- | --------------- |
| Karl 'Charles Whiteman' Weissman őrmester   | Jacob Fortune-Lloyd | Makranczi Zalán |
| Shahara Hasan őrmester                      | Amaka Okafor        | Varga Lili      |
| Alfred Hillinghead nyomozó                  | Kyle Soller         | Simon Kornél    |
| Iris Maplewood                              | Shira Haas          | Kádár Kinga     |
| Lady Polly Harker idősen                    | Greta Scacchi       | Pálos Zsuzsa    |
| Gabriel Defoe professzor                    | Tom Mothersdale     | Chován Gábor    |
| Danny Barber főfelügyelő                    | Michael Jibson      | Viczián Ottó    |
| Elias Mannix parancsnok / Sir Julian Harker | Stephen Graham      | Rába Roland     |

### Mellékszereplők
| Szereplők                  | Színész         | Magyar hang       |
| -------------------------- | --------------- | ----------------- |
| Calloway főfelügyelő       | Derek Riddell   | Sztarenki Pál     |
| Henry Ashe                 | George Parker   | Novkov Máté       |
| Elias Mannix               | Gabriel Howell  | Bogdán Gergő      |
| Polly Hillinghead fiatalon | Synnøve Karlsen | Urbán-Szabó Fanni |
| Charlotte Hillinghead      | Amy Manson      | Botos Éva         |

### További szereplők
| Szereplők          | Színész              | Magyar hang    |
| ------------------ | -------------------- | -------------- |
| Farrell felügyelő  | Jonny Coyne          | Tomanek Gábor  |
| Maggie             | Alexandra Roach      | Lass Bea       |
| Andrew Morley      | Mark Lewis Jones     | Máté Gábor     |
| Elaine Morley      | Kate Ashfield        | Kiss Eszter    |
| Lady Agatha Harker | Anna Calder-Marshall | Szabó Éva      |
| Sarah Mannix       | Natalie Gavin        | Gyebnár Csekka |
| Bothroyd felügyelő | Kae Alexander        | Alberti Zsófi  |

### Magyar változat
- Magyar szöveg: Hanák János
- Hangmérnök: Illés Gergely
- Vágó: Simkóné Varga Erzsébet
- Gyártásvezető: Hódos Edina
- Szinkronrendező: Bercsényi Péter
- Produkciós vezető: Kónya Andrea

A szinkront az Mafilm Audio Kft. készítette.

## Epizódok
| Sor. | Év. | Cím                                                    | Rendező             | Író                           | Premier           |
| ---- | --- | ------------------------------------------------------ | ------------------- | ----------------------------- | ----------------- |
| 1.   | 1.  | Már most halott (You're Dead Already)                  | Marco Kreuzpaintner | Paul Tomalin                  | 2023. október 19. |
| 2.   | 2.  | Tudja, ki vagyok? (Do You Know Who I Am?)              | Marco Kreuzpaintner | Paul Tomalin                  | 2023. október 19. |
| 3.   | 3.  | Mindent a maga idejében (All in Good Time)             | Marco Kreuzpaintner | Paul Tomalin                  | 2023. október 19. |
| 4.   | 4.  | Ősrégiek (Right Up the Wazoo)                          | Marco Kreuzpaintner | Danusia Samal                 | 2023. október 19. |
| 5.   | 5.  | Egymás szellemei vagyunk (We Are One Another's Ghosts) | Haolu Wang          | Paul Tomalin                  | 2023. október 19. |
| 6.   | 6.  | A világ a tiéd (The World Is Yours)                    | Haolu Wang          | Danusia Samal és Paul Tomalin | 2023. október 19. |
| 7.   | 7.  | Kapj el, ha tudsz! (Catch Me If You Can)               | Haolu Wang          | Danusia Samal és Paul Tomalin | 2023. október 19. |
| 8.   | 8.  | Tudd, hogy szeretnek! (Know You Are Loved)             | Haolu Wang          | Paul Tomalin                  | 2023. október 19. |

## A sorozat készítése
A sorozatot 2022 februárjában jelentették be, és Paul Tomalin alkotója és vezető producere. A produceri feladatokat a Moonage Pictures vállalta magára. Danusia Samal íróként is tevékenykedik.
A forgatás 2022. május 16-án kezdődött. Sok jelenetet Kingston upon Hull "óvárosában" forgattak, kihasználva Hull városközpontjának csodálatos viktoriánus épületeit, és a sorozat néhány jelenetét a Hornblower Cruises hajóinak fedélzetén vették fel Yorkban és a York-i City Cruises hajógyárban. A forgatás 2022. október 21-én fejeződött be.